# Kostel svatého Bartoloměje (Paříž)
Kostel svatého Bartoloměje (tj. Église Saint-Barthélemy) byl katolický farní kostel na ostrově Cité v Paříži. Kostel byl zbořen za Velké francouzské revoluce. Kostel se nalézal v prostoru dnešního Boulevardu du Palais a budovy Tribunal de commerce de Paris.

## Historie
První kaple zasvěcená apoštolu Bartoloměji zde existovala již v 5. století. Kolem roku 965 ji nechal rozšířit Hugo Kapet. V roce 1138 se kaple stala královským farním kostelem z důvodu své blízkosti královskému paláci. Poprvé byl kostel přestavěn v letech 1730–1736. V roce 1772 Ludvík XVI. nařídil další přestavbu. Práce přerušila Francouzská revoluce. Kostel byl znárodněn a jako národní majetek byl prodán a v roce 1791 zbořen.
Po demolici kostela bylo na jeho místě vystavěno divadlo Théâtre de la Cité-Variétés a dvě kryté pasáže. Tyto stavby byly zbořeny v roce 1858 kvůli výstavbě dnešní soudní budovy Tribunal de commerce de Paris.